# Kościół Najświętszego Serca Pana Jezusa w Zagwiździu
Kościół Najświętszego Serca Pana Jezusa – rzymskokatolicki kościół parafialny w Zagwiździu. Świątynia należy do parafii NSPJ w Zagwiździu w dekanacie Zagwiździe, diecezji opolskiej. Dnia 24 marca 2009 roku, pod numerem A-87/2009, kościół został wpisany do rejestru zabytków województwa opolskiego.

## Historia kościoła
Kościół parafialny w Murowie wybudowano w latach 1920–1921. Konsekrowany został 8 października 1932 roku przez kardynała Adolfa Bertrama.